# Scott Taylor
Scott W. Taylor, né le 27 juin 1979 à Baltimore, est un homme politique américain, élu républicain de Virginie à la Chambre des représentants des États-Unis de 2017 à 2019.

## Biographie

### Carrière militaire et débuts en politique
Scott Taylor grandit dans une zone rurale du Maryland, élevé par une mère célibataire. Il s'engage dans la United States Navy à 19 ans. Membre des Navy SEALs, il sert en Amérique latine puis comme sniper durant l'opération Liberté irakienne[réf. nécessaire]. Après une blessure, il quitte l'armée pour travailler dans l'immobilier.
Il se présente à la mairie de Virginia Beach en 2008 et à la Chambre des représentants des États-Unis en 2010, où il perd la primaire républicaine face à Scott Rigell. En 2013, il est élu à la Chambre des délégués de Virginie dans le 85e district, qui comprend une partie de Virginia Beach.

### Représentant des États-Unis
En 2016, il est à nouveau candidat à la Chambre des représentants dans le 2e district de Virginie qui vient d'être redécoupé et comprend, outre Virginia Beach, l'Eastern Shore et une partie des Hampton Roads. Durant la primaire républicaine, il affronte le représentant Randy Forbes, dont le district a été redessiné en faveur des démocrates. Forbes met en avant sa position à la commission des forces armées, dans une région où l'industrie militaire est importante. Il est soutenu par le représentant sortant, Scott Rigell, et dépense dix fois plus d'argent que Taylor durant la campagne. De son côté, Taylor mène une campagne de terrain et critique Forbes, qui ne vit pas dans le district. Il remporte la primaire avec 52,6 % des voix, devant Forbes (40,6 %) et Pat Cardwell (6,8 %), notamment grâce à ses bons résultats à Virginia Beach. Il devient alors le favori de l'élection générale dans un district favorable aux républicains, où son adversaire démocrate, Shaun Brown, est peu connue. Il est élu avec environ 62 % des suffrages.
Durant son mandat, Taylor siège à la commission des finances (House Appropriations Committee). Son principal accomplissement législatif est la passation d'une loi pour rendre le secrétaire aux Anciens combattants davantage responsable des problèmes au sein des hôpitaux gérés par son administration. S'il se montre souvent critique du président Donald Trump, il vote en accord avec le président sur tous les grands textes.
Lors des élections de 2018, il affronte la démocrate Elaine Luria, également ancienne militaire. Durant la campagne, il est accusé par The Virginian-Pilot (en) d'être en retard sur le paiement de ses impôts fonciers. Une enquête est par ailleurs menée par la justice sur certains de ses collaborateurs, accusés d'avoir produits de fausses signatures pour permettre la candidature de Shaun Brown en tant qu'indépendante et faire perdre des voix à Luria. Malgré les polémiques, Taylor reste en tête des sondages à l'approche des élections. Dans un contexte national favorable aux démocrates, c'est finalement Luria qui est élue avec 51 % des voix contre 49 % pour Taylor[réf. souhaitée].
En juillet 2019, il annonce sa candidature aux élections sénatoriales américaines de 2020 face au démocrate sortant Mark Warner,. En janvier 2020, il choisit cependant de changer d'élection et d'affronter à nouveau Luria pour reconquérir son ancien siège. Il remporte la primaire républicaine avec 48 % des voix devant Ben Loyola Jr. (29 %) et Jarome Bell (22 %) et affronte Luria lors de l'élection générale de novembre. Il est à nouveau battu par la démocrate (46 % contre 51 %).

## Positions politiques
Scott Taylor est considéré comme modéré sur certaines questions, comme celle de la santé. À la Chambre des délégués, il présente plusieurs lois pour interdire les discriminations liées à l'orientation sexuelle ou l'identité de genre dans le domaine du travail et du logement.
Il est interventionniste en matière de politique étrangère et a écrit un livre intitulé Trust Betrayed: Barack Obama, Hillary Clinton, and the Selling Out of America’s National Security.